# Macy's Thanksgiving Day Parade
Macy's Thanksgiving Day Parade às vezes abreviado como Macy's Day Parade, é uma parada anual apresentada pela Macy's. O evento começou desde 1924 e é realizado no dia Ação de Graças nos EUA. A parada é apresentado pela rede de televisão NBC.